# Talladega
Talladega es una ciudad ubicada en el condado de Talladega, Alabama, Estados Unidos. Según el censo de 2020, tiene una población de 15 861 habitantes.

## Demografía
En el 2000, el ingreso promedio de un hogar era de $29.617 y el ingreso promedio de una familia era de $36.296. El ingreso per cápita para la localidad era de $15.733. Los hombres tenían un ingreso per cápita de $27.951 contra $21.326 para las mujeres.
Según la estimación 2015-2019 de la Oficina del Censo, el ingreso promedio de un hogar es de $27.719 y el ingreso promedio de una familia es de $35.665. El ingreso per cápita para la localidad en los últimos doce meses, medido en dólares de 2019, es de $18.675.
Según el censo de 2020, el 52,17% de la población son afroamericanos y el 42,64% son blancos.

## Geografía
La ciudad está situada en las coordenadas 33°25′54″N 86°5′58″O / 33.43167, -86.09944 (33.431757, -86.099454).
Según la Oficina del Censo de los Estados Unidos, la ciudad tiene un área total de 26,13 millas cuadradas (67,69 km²).